# 鳳神醫
《鳳神醫》為台灣作家華澪的作品，獲得第二屆台灣角川輕小說暨插畫大賞銅賞。

## 故事簡介
女高中生馮香，在她17歲生日那天，父母送給她足以改變人生的禮物，那就是前往「華胥之域」進行「神醫修業」。

## 登場人物

### 主要人物
馮香
鳳雛。於十七歲生日時被送到華胥之城，其後成為鳳洵白的徒兒。
外表較男子氣，同性緣差，從小開始學習跆拳道。寫讀文言文的能力很差，經常看不懂。
鳳洵白
馮香的師父。愛吃酸。常對馮香冷言冷語，其實很關心她。近千歲。
蜂要
二十出頭的男性，鳳洵白師徒的使役，擅長做包子。原型為蜜蜂，實為四百多歲。
櫻蝶
十歲左右的女孩，鳳洵白師徒的使役。原型為蝴蝶，實為五百多歲。

### 鳳家
鳳朱悸
鳳氏朱系神醫。一千四百九十八歲。
傅峻
鳳雛。鳳朱悸之徒。
鳳金鳴
鳳氏金系女神醫。善於劍術，馮香的劍術師父。
眠蟬
鳳金鳴的使役。
鳳澭白
鳳洵白的雙胞胎哥哥。鳳家的叛徒。

### 藥靈
枸杞
外表七、八歲的男童。馮香第一個遇見的藥靈。常要求馮香教他習武。
何首烏夫婦
二十多歲的男女。是一對十分恩愛的夫婦。居住在許家大宅的花園。
砒石
外貌雪白的清麗女子。為已提煉過的藥物，故沒有心，只能重複他人說過的話。
人蔘
九十多歲的老爺爺。相當喜愛馮香，希望馮香能常去山中陪他。
艾
十五歲上下的綠衣少女，個性潑辣。因在幾百年前時曾面臨枯死，當時被洵白所救，因而鍾情洵白。但由於原生地在金家附近，因藥靈不能離開原生地太遠，而儲靈在金鳴的扇上，跟隨著金鳴旅行，為求能偶然見上洵白。
每當遇見枸杞就會發生衝突，繼而展開混戰，但幾乎每次都是因靈氣用盡而結束。
冬蟲夏草
外貌為壯健男性，但內心猶如少女一樣。
杜仲
五十歲上下的仙風道骨的中年男子，滿口文言文，令馮香完全不懂得與其溝通。居住在許家大宅的花園。

### 其他人物
玉秀
枸杞暗戀的女性。父親於戰場死亡，母親終日以淚洗臉，導致失明。
柳明正
鳳洵白的棋友，在村中教書的秀才。
許大人
柳明正的昔日同窗，比柳大十歲。是許螢的父親，妻子早逝，故十份疼愛女兒。
許瑩
十五歲，許家女兒。對馮香有好感。
吳公公（吳保良）
皇帝身邊的紅人。
偷服「昂鳳」（為取回自己所失去的生殖器官）導致劇烈頭痛，求助於鳳洵白及馮香。
後因意圖殺害鳳洵白致死。
馮閏德
馮香的父親，經常與妻子惡整馮香（如在考試前夕把課本改頭換面），希望馮香在發生任何事時也能輕易接受，送馮香到達華胥之城也是其計劃。原為鳳雛，因妻子懷有馮香而返果現界。
馮敏卉
馮香的母親，閏德的妻子。
承遠
許瑩的遠房表哥。在一次家族聚會中遇見許瑩後開始追求許瑩，以瑩玉珮向許瑩求親，但被許瑩冷淡回絕。
瘟神
梅貴妃（沈知梅）
在四十多年前為吳保良的青梅竹馬，後被父母送入宮中，成為當年年幼皇帝的妃嬪。而承諾生死相隨的吳保良也入宮成為小吳子。

## 名詞
鳳氏一族
祖先名鳳彩生，共傳五子，分家以金、墨、白、朱、青五色為誌。
神醫
鳳雛
具有成為神醫資質的人。
雛扇
身為鳳雛最重要的必備工具，可立即辨讀「藥靈」的種類、效用、相關要點資料等等。
使役
跟隨「神醫」及「鳳雛」學習和修練的人，分別稱「神醫」及「鳳雛」為「師父」及「少師父」。
藥靈
啟靈
賦靈
儲靈
果現界
華胥
昂鳳
藥火
藥火即是鳳氏神醫的血液。在經過某種儀式後會形成為世上無可比擬的高溫，也是化需有史以來最強的殺菌方式。
疫鬼
半人高的身體，尖牙利齒，長著雙角，形似哥布林；為瘟神的手下。

## 小說
| 卷數 | 標題        | 台灣角川       | 台灣角川               | 湖南美術出版社、天聞角川 | 湖南美術出版社、天聞角川 | 封面         |
| 卷數 | 標題        | 初版發售日期   | ISBN                   | 初版發售日期             | ISBN                     | 封面         |
| ---- | ----------- | -------------- | ---------------------- | ------------------------ | ------------------------ | ------------ |
| 1    | 鳳神醫      | 2010年7月16日  | ISBN 978-986-237-727-7 | 2011年6月5日             | ISBN 978-7-5356-4455-8   | 馮香、鳳洵白 |
| 2    | 鳳神醫 二卷 | 2011年12月31日 | ISBN 978-986-287-027-3 | 2012年11月20日           | ISBN 978-7-5356-5740-4   | 櫻蝶、蜂要   |

## 外部連結
- 台灣角川第二屆輕小說暨插畫大賞 （页面存档备份，存于）
- 華澪個人部落格 （页面存档备份，存于）
- 華澪的噗浪 （页面存档备份，存于）
- 華澪的微博
- 華澪Hua-Ling的新書活動發報台！的Facebook專頁